# Granos presolares

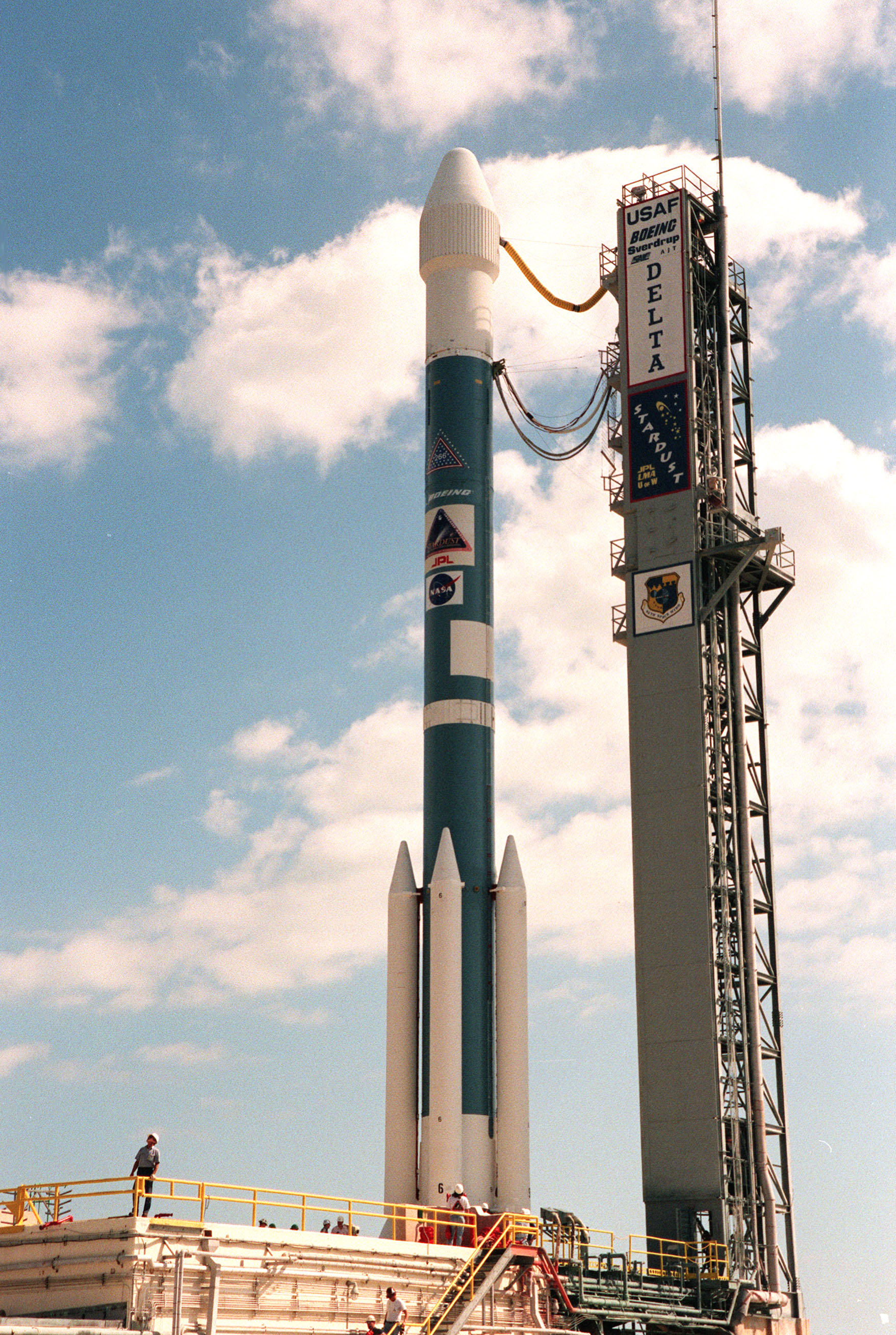
El cohete Boeing Delta II con la nave espacial Stardust a la espera de su lanzamiento. Stardust tuvo un encuentro cercano con el cometa Wild 2 en enero de 2004 y también recolectó polvo interestelar que contenía granos interestelares pre-solares.

Los granos presolares son materia sólida interestelar en forma de diminutos granos sólidos que se originaron en un momento anterior a la formación del Sol (presolar: antes del Sol). Los estudiosos de los meteoritos a menudo usan el término para denominar al polvo cósmico, granos que se originaron dentro de una sola estrella y que se extraen de los meteoritos para su estudio. Sin embargo, debido a que la mayoría de los granos interestelares no son polvo estelar de una sola estrella, al proceder de la materia de nubes interestelares acumulada a partir de partículas más pequeñas de diferentes procedencias, la mayoría de los granos presolares tampoco son polvo de estrella propiamente dicho. Lógicamente, todo el polvo de estrella corresponde a granos presolares; pero no todos los granos presolares están formados por el polvo de una única estrella. Sin embargo, esta terminología confusa está muy arraigada entre los meteoritistas del siglo XXI, que prefieren usar los términos indistintamente, por lo que es mejor vivir con ambos usos o escribir granos de polvo de estrella presolar para designar con propiedad al polvo de estrella.
Los granos de polvo estelar presolares se forman dentro de los gases de salida y enfriamiento de cada estrella presolar temprana. La nucleosíntesis estelar que tuvo lugar dentro de cada estrella presolar da a sus gránulos una composición isotópica exclusiva de esa estrella madre, que difiere de la composición isotópica de la materia de nuestro sistema solar, así como del promedio galáctico. Estas firmas isotópicas, a menudo identifican (como si fueran una huella dactilar) procesos nucleares astrofísicos muy específicos que tuvieron lugar dentro de la estrella madre, y demuestran su origen presolar.

## Historia
En la década de 1960, se descubrió que los gases nobles neón y xenón presentan proporciones isotópicas inusuales en los meteoritos primitivos. Su origen y el tipo de materia que los contenía era un misterio. Estos descubrimientos se hicieron vaporizando una muestra masiva de un meteorito dentro de un espectrómetro de masas, un instrumento que es capaz de medir las abundancias relativas de los isótopos de gases nobles que están atrapados en una muestra meteorítica. Durante la década de 1970, los espectrómetros de masas similares descubrieron más componentes de los isótopos de xenón atrapados en las muestras. Se avanzó en especulaciones sobre los orígenes de los componentes isotópicos del xenón, todo dentro del paradigma existente de que las variaciones fueron creadas por procesos dentro de una nube de gas solar inicialmente homogénea.
Un nuevo marco teórico para la interpretación fue avanzado durante la década de 1970 cuando Donald D. Clayton introdujo el polvo de estrellas en la ciencia planetaria. Al mismo tiempo, rechazó la creencia, popular entre los meteoritistas, de que el sistema solar comenzó como un gas caliente uniforme. En cambio, predijo que se encontrarían composiciones isotópicas inusuales pero predecibles dentro de los granos interestelares condensados térmicamente que se habían formado durante la pérdida de masa de estrellas de diferentes tipos. Argumentó que tales granos existen en todo el medio interestelar. Los primeros artículos de Clayton que usaron esa idea en 1975 representaron un medio interestelar poblado de granos de supernova que son ricos en los isótopos radiogénicos de Ne y Xe que habían definido las radiactividades extintas. Clayton definió varios tipos diferentes de granos presolares de polvo de estrella que probablemente se descubrirán: polvo de estrellas de estrellas gigantes rojas, sunocons (acrónimo de SUperNOva condensados) de supernovas, nebcons de condensación nebular por acumulación de átomos y moléculas gaseosas de nubes frías, y novacons de condensación de una nova. A pesar del vigoroso y continuo desarrollo activo de esta imagen, las sugerencias de Clayton no fueron apoyadas por otros científicos durante una década, hasta que se descubrieron tales granos dentro de los meteoritos.
La primera consecuencia inequívoca de la existencia de polvo de estrellas en los meteoritos provino del laboratorio de Edward Anders en Chicago, quien descubrió, mediante el uso de la espectrometría de masas tradicional, que las abundancias isotópicas del xenón contenido en un residuo carbonoso insoluble en ácido que quedaba después de que el grueso del meteorito se hubiera disuelto, coincidieron casi exactamente con las predicciones efectuadas para el xenón isotópico en el polvo de una estrella gigante roja. Entonces parecía seguro que los granos de polvo de estrellas estaban contenidos dentro del residuo insoluble en ácido de Anders. Encontrar los granos de polvo de estrella reales y documentarlos fue un desafío mucho más difícil, que requería ubicar los granos y demostrar que sus isótopos coincidían con los de la estrella roja gigante. Siguió una década de intensa búsqueda experimental en el intento de aislar granos individuales de esos portadores de xenón. Pero lo que realmente se necesitaba para descubrir el polvo de estrellas era un nuevo tipo de espectrómetro de masas que pudiera medir el pequeño número de átomos presente en un solo grano. Varios laboratorios desarrollaron sondas de iones de pulverización catódica en el intento de disponer de tal instrumento. Pero las sondas de iones contemporáneas debían ser tecnológicamente mucho mejores.
En 1987, se encontró que los granos de diamante y carburo de silicio existen abundantemente en esos mismos residuos insolubles en ácido, y también que contienen grandes concentraciones de gases nobles. Las anomalías isotópicas significativas se midieron a su vez mediante mejoras en la espectrometría de masas de iones secundarios dentro de los elementos químicos estructurales de estos granos. Los experimentos SIMS mejorados mostraron que los isótopos de silicio dentro de cada grano de SiC no tenían relaciones isotópicas solares, sino las esperadas en ciertas estrellas rojas gigantes. El hallazgo de polvo de estrellas está fechado en 1987. Para medir las relaciones de abundancia isotópica de los elementos estructurales (por ejemplo, silicio en un grano de SiC) en los granos microscópicos de polvo de estrellas se requirieron dos pasos científicos y tecnológicos difíciles: 1) La ubicación de los granos de polvo de estrellas del tamaño de una micra dentro de la masa mucho mayor del meteorito; 2) El desarrollo de la tecnología SIMS a un nivel suficientemente alto como para medir las relaciones de abundancia isotópica dentro de los granos del tamaño de una micra. Ernst Zinner se convirtió en el líder indiscutible de las aplicaciones SIMS para granos microscópicos, lo que le valió un reconocimiento histórico.

## En meteoritos

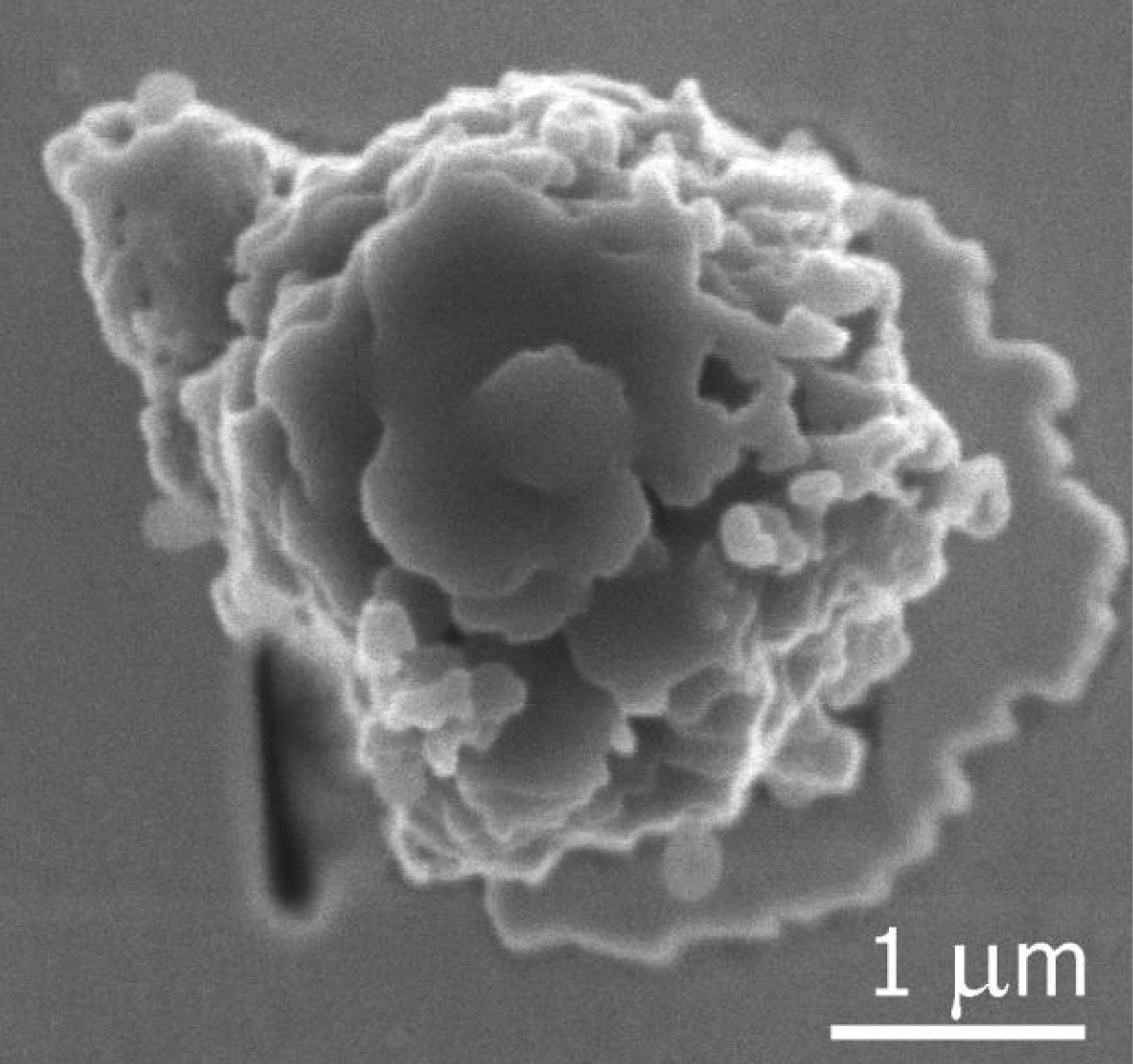
Vista microscópica de un meteorito

Los granos presolares son la materia sólida que estaba contenida en el gas interestelar antes de que se formara el Sol. El componente de polvo de estrellas se puede identificar en el laboratorio por sus abundancias isotópicas anormales presentes en minerales refractarios que sobrevivieron al colapso de la nebulosa solar y a la posterior formación de planetesimales.
Para los investigadores de meteoritos, el término granos presolares ha llegado a significar granos presolares que se encuentran en los meteoritos, que consisten abrumadoramente en polvo de estrellas. Por otro lado, no se han detectado en los meteoritos muchos otros tipos de polvo cósmico. Los granos de polvo de estrella presolares solo representan aproximadamente el 0,1 por ciento de la masa total de la materia de las partículas encontradas en los meteoritos. Tales granos son materiales isotópicamente distintos de los que se encuentran en la matriz de grano fino de los meteoritos, como las condritas primitivas. Sus diferencias isotópicas con respecto al meteorito envolvente implican que pueden ser anteriores al Sistema Solar. El grado de cristalización de estos grupos varía, desde cristales de carburo de silicio de tamaño micrométrico (más de 1013 átomos), hasta diamantes de tamaño nanométrico (alrededor de 1000 átomos) y cristales de grafeno sin capas de menos de 100 átomos. Los granos refractarios conformaron sus estructuras minerales mediante la condensación térmica dentro de los gases en expansión que se enfriaban lentamente, procedentes de las supernovas y de las estrellas gigantes rojas.

## Caracterización
Los granos presolares se investigan utilizando microscopios electrónicos de barrido o transmisión (SEM / TEM) y métodos de espectrometría de masas (espectrometría de masas de gases nobles, espectrometría de masas de ionización de resonancia (RIMS), espectrometría de masas de iones secundarios (SIMS, NanoSIMS)). Los granos presolares que consisten en diamantes tienen un tamaño de solo unos pocos nanómetros y, por lo tanto, se denominan nanodiamantes. Debido a su pequeño tamaño, los nanodiamantes son difíciles de investigar y, aunque se encuentran entre los primeros granos presolares descubiertos, se sabe relativamente poco sobre ellos. Los tamaños típicos de otros granos presolares están en el rango de micrómetros.
Han sido identificados hasta ahora los granos presolares siguientes de acuerdo con su configuración mineral:
- Granos de tamaño nanométrico de diamante (C) (~ 2.6 nanómetros (1.0 × 10−7 pulg.) de diámetro) posiblemente formados por deposición de vapor[17][18]
- Partículas de grafito (C) y aniones, algunos con núcleos de grafeno sin capas

- Carburo de silicio (SiC) submicrométrico a granos de tamaño micrométrico. El SiC presolar se produce como granos de un solo tipo de politipo o como formaciones de tipos de politipos. Las estructuras atómicas observadas contienen los dos politipos de orden más bajo: 2H hexagonal y 3C cúbico (con diversos grados de alteración de fallos de apilamiento), así como los granos de SiC desordenado en una dimensión.[21] En comparación, se sabe que el SiC sintetizado en un laboratorio terrestre forma más de cien politipos diferentes.
- Carburo de titanio (TiC) y otros carburos dentro de los granos de C y SiC[22]
- Nitruro de silicio (Si3N4)
- Corindón (Al2O3)[23]
- Espinela (MgAl2O4)[24]
- Hibonita ((Ca,Ce)(Al,Ti,Mg)12O19)[25]
- Óxido de titanio (TiO2)
- Silicatos (olivino y piroxeno)

## Información sobre la evolución estelar
El estudio de los granos presolares proporciona información sobre la nucleosíntesis y la evolución estelar. Los granos que llevan la firma isotópica de los tipos de nucleosíntesis de un proceso r (captura de neutrones rápidos) y proceso alfa (captura alfa) son útiles para probar modelos de explosiones de supernovas.
Por ejemplo, algunos granos presolares (granos de supernova) tienen excesos muy grandes de calcio-44, un isótopo estable de calcio que normalmente compone solo el 2% de la distribución isotópica del calcio. El calcio en algunos granos presolares está compuesto principalmente de Ca-44, que presumiblemente procede de los restos del radionúclido extinto Ti-44, un isótopo de titanio que se forma en abundancia en las supernovas de Tipo II como el SN 1987A después de la captura rápida de ocho partículas alfa por el Si-28, después de que el proceso de combustión de silicio comienza normalmente, y antes de la explosión de la supernova. Sin embargo, el Ti-44 tiene una vida media de solo 59 años y, por lo tanto, se convierte completamente en calcio-44 muy pronto. Excesos de los productos de descomposición de los nucleidos Ca-41 de vida más prolongada, pero extintos (vida media 350.000 años) y Al-26 (730 000 años) también se han detectado en dichos granos. Las anomalías isotópicas de proceso rápido de estos granos incluyen excesos relativos de N-15 y O-18 en relación con las abundancias del Sistema Solar, así como los excesos de los nucleidos estables ricos en neutrones Ca-42 y Ti-49.
Otros granos presolares (granos de estrellas AGB) proporcionan información isotópica y física sobre estrellas de ramas asintóticas gigantes, que han fabricado la mayor parte de los elementos refractarios más livianos que el hierro en la galaxia. Debido a que los elementos en estas partículas se crearon en diferentes momentos (y lugares) a principios de la Vía Láctea, el conjunto de partículas recolectadas proporciona información adicional sobre la evolución galáctica antes de la formación del Sistema Solar.
Además de proporcionar información sobre la nucleosíntesis de los elementos del grano, los granos sólidos proporcionan información sobre las condiciones físico-químicas bajo las cuales se condensaron, y sobre eventos posteriores a su formación. Por ejemplo, si se consideran las estrellas gigantes rojas, que producen gran parte del carbono presente en nuestra galaxia. Sus atmósferas son lo suficientemente frías para que tengan lugar procesos de condensación, lo que da como resultado la precipitación de partículas sólidas (es decir, aglomeraciones de múltiples átomos de elementos como el carbono) en su atmósfera. Esto es diferente a la atmósfera del Sol, que es demasiado caliente para permitir que los átomos se acumulen en moléculas más complejas. Estos fragmentos sólidos de materia se inyectan luego en el medio interestelar por la presión de radiación. Por lo tanto, las partículas que llevan la firma de la nucleosíntesis estelar brindan información sobre (i) los procesos de condensación en las atmósferas de las estrellas gigantes rojas, (ii) los procesos de radiación y calentamiento en el medio interestelar, y (iii) los tipos de partículas que transportan a través de la galaxia hacia el sistema solar los elementos presentes en la Tierra.